# Schönfeld (Bismark)
Schönfeld ist ein Ortsteil der Ortschaft Steinfeld der Stadt Bismark (Altmark) im Landkreis Stendal in Sachsen-Anhalt, (Deutschland).

## Geographie
Schönfeld, ein durch Gutsbildung deformiertes Straßendorf mit zwei Kirchen, liegt neun Kilometer westlich der Kreisstadt Stendal in der Altmark in der Nähe des Perlgrabens.
Nachbarorte sind Steinfeld (Altmark) im Nordwesten, Schinne und Belkau im Norden, Schernikau im Nordosten, Möringen im Süden und Klein Möringen im Südwesten.

## Geschichte

### Mittelalter bis Neuzeit
1370 wurde das Dorf als villa Schonenuelde erstmals erwähnt, als Markgraf Otto dem Domstift St. Nikolaus Einnahmen aus Schönfeld vereignete. Im Landbuch der Mark Brandenburg von 1375 wird das Dorf als Sconevelde mit 25 Hufen aufgeführt, der Stendaler Bürger Etzel Duser, die Familie von Bismarck, das Domstift St. Nikolaus in Stendal und das Stendaler Hospital St. Gertrud hatten hier Besitz und erhielten Abgaben.
Weitere Nennungen des Dorfes sind 1540 Schonefelth im Abschied der Kirchenvisitation, 1687 Schönefeldt, 1775 Schönefeld auf Berenfeld und 1804 Schönfeld (auf Behrenfeld).

### Gut und Schloss Schönfeld
Am südwestlichen Ende des Dorfes befindet sich das ehemalige Rittergut der von Rundstedt mit einigen, heute denkmalgeschützten Gebäuden.
Ein Rittergut war ab 1509, unter Hermann von Ronstedt († 1548), bis 1945 im Besitz der Familie von Rundstedt. Für das Jahr 1641 ist überliefert, dass es zwei Rittersitze im damaligen Schonefeldt gab. Ab 1840 begann Otto von Rundstedt das den Ort umschließende Heidegebiet aufzuforsten. Dazu musste er zahlreiche Grundstücke aus Fremdbesitz aufkaufen. Das von Rundstedtsche Rittergut war bereits 1871 ein Gutsbezirk. 1873 erteilte Otto von Rundstedt den Auftrag, westlich des alten Gutshauses ein repräsentatives Schloss zu errichten. Neun Jahre später veranlasste seine Frau Elisabeth von Rundstedt den Neubau einer Gutskirche in unmittelbarer Nähe zur alten Dorfkirche. 1885 wurde am Schloss ein großflächiger Park im englischen Stil durch den Gartenbaumeister Hermann Riemann angelegt.
Bei der Bodenreform 1945 wurde das Gut mit einer Fläche von 420 Hektar enteignet. 1946 waren davon 200 Hektar in ein Provinzialgut (Schulgut) umgewandelt wurden, ab 1949 „Volksgut Schönfeld“, das 1951 an das Volkseigene Gut (VEG) Uenglingen angegliedert wurde.
1945 ging das Schloss in die kommunale Nutzung über und diente unter anderem als Lehrlingswohnheim für Facharbeiter in der Gemüseverarbeitung.
Nach der deutschen Wiedervereinigung erwarb 1993 der Landschaftsarchitekt Hubertus von Rundstedt das Gutsgelände zurück und gründete in Schönfeld einen Ökohof, einen Forstbetrieb und ein Planungsbüro für Garten- und Landschaftsarchitektur.
Das Schloss Schönfeld wurde 1996 privatisiert und an eine ostfriesische Familie verkauft, die das Gebäude in ein Hotel umbaute, das bis 2007 bestand.
2014 wurde das Schloss von einem Hamburger Unternehmer-Ehepaar gekauft, die es renovierten. Im Jahre 2016 wurde der Geschäftsbetrieb wieder aufgenommen. Das Schloss wurde eine Außenstelle des Standesamtes in Bismark. Schloss und Park dienen auch als Kulisse für Filmaufnahmen. Der Sender VOX drehte hier für die Hochzeits-Doku „4 Hochzeiten und eine Traumreise“.
Am 2. August 2010 gründete sich der Verein Freunde der Gutskirche Schönfeld, der sich um den Erhalt der Gutskirche kümmert.

### Archäologie
Ausgrabungen in den Jahren 1904 und 1910 förderten Funde aus der Jungsteinzeit zutage, nach denen ein historischer Zeitabschnitt als Schönfelder Kultur benannt ist. Bei den Ausgrabungen am Nordrand einer großen Sandgrube wurde der Grundriss eines Hauses freigelegt. Die Zeichnung des Grundrisses der Fundstelle und einige Funde sind an das Königliche Museum für Völkerkunde in Berlin übergeben worden.
Paul Kupka beschrieb 1906 den Fundort als Brandgräberfeld auf einem Sandrücken östlich des Dorfes, heute als Bodendenkmal geschützt, in dem an vier verschiedenen Stellen im durch Forstkultur durchwühlten Boden Bruchstücke von Gefäßen geborgen worden waren. Sie wurden an das Altmärkische Museum in Stendal übergeben und von Kupka beschrieben. Er verwendete den Begriff der „Schönfelder Kultur“ erstmals im Jahr 1910 in einem Zeitschriftenartikel.

### Herkunft des Ortsnamens
Heinrich Sültmann führt die Ortsnamen 1370 schonenuelde und 1540 schonevelde auf das althochdeutsche Wort „sconi“ und das mittelhochdeutsche „schone“ für „das Scheinende“ oder
„das Sehenswerte“ zurück. Aus der Endung „feld“ im Ortsnamen wurde der Schluss gezogen, dass die Bezeichnung auf eine germanische Siedlung hinweisen würde. Andere meinen, der Name 1693 Schönefeldt, sei vermutlich von „Schänfeld“ abgeleitet, welches „Feld des Schadens“ oder „unfruchtbarer Acker“ bedeutete.

### Eingemeindungen
Am 30. September 1928 wurde der Gutsbezirk Schönfeld mit der Landgemeinde Schönfeld vereinigt.
Am 20. Juli 1950 wurde die bis dahin eigenständige Gemeinde Schönfeld nach Steinfeld eingemeindet.
Seit der Eingemeindung von Steinfeld in die Stadt Bismark (Altmark) dem 1. Januar 2010 gehört der Ortsteil Schönfeld zur neu gebildeten Ortschaft Steinfeld (Altmark) und zur Stadt Bismark (Altmark).

### Einwohnerentwicklung
| Jahr           | 1734 | 1772 | 1790 | 1798 | 1801 | 1818 | 1840 | 1864 | 1871 | 1885 | 1892 | 1895 | 1900 | 1905 |
| Dorf Schönfeld | 40   | 69   | 57   | 41   | 74   | 96   | 118  | 126  | 94   | 62   | 135  | 78   | 149  | 120  |
| Gut Schönfeld  |      |      | 25   | 25   |      |      |      |      | 38   | 71   |      | 80   |      | 013  |

| Jahr | Einwohner |
| ---- | --------- |
| 1910 | [00]147   |
| 1925 | 154       |
| 1939 | 135       |
| 1946 | 155       |
| 2010 | [00]087   |

| Jahr | Einwohner |
| ---- | --------- |
| 2018 | [00]74    |
| 2020 | [00]67    |
| 2021 | [00]67    |
| 2022 | [0]62     |
| 2023 | [0]60     |

Quelle, wenn nicht angegeben, bis 1946:

## Religion

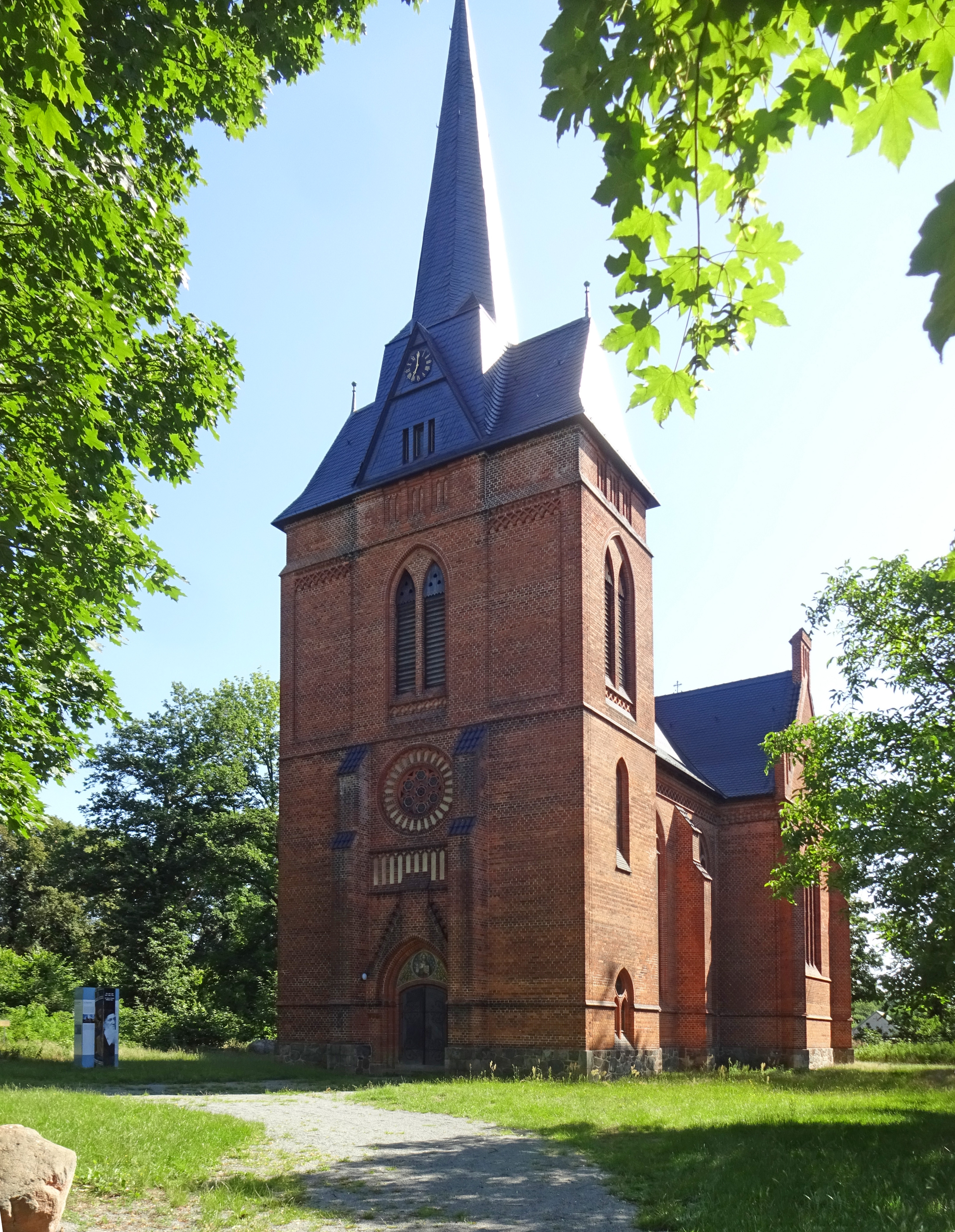
Gutskirche

Die evangelische Kirchengemeinde Schönfeld, die früher zur Pfarrei Schernikau bei Stendal gehörte, wird heute betreut vom Pfarrbereich Möringen-Uenglingen im Kirchenkreis Stendal im Bischofssprengel Magdeburg der Evangelischen Kirche in Mitteldeutschland. Die Kirchengemeinde nutzte von 1885 bis 1976 als Gemeindekirche die Gutskirche Schönfeld. Das Kirchspiel Schinne, als Eigentümer des Gebäudes, wollte die Kirche 2009 abreißen lassen. Glücklicherweise konnte die Kirche an einen Verein verkauft und so gerettet werden.
Die ältesten überlieferten Kirchenbücher für Schönfeld stammen aus dem Jahre 1763.
Die katholischen Christen gehören zur Pfarrei St. Anna in Stendal im Dekanat Stendal im Bistum Magdeburg.

## Kultur und Sehenswürdigkeiten

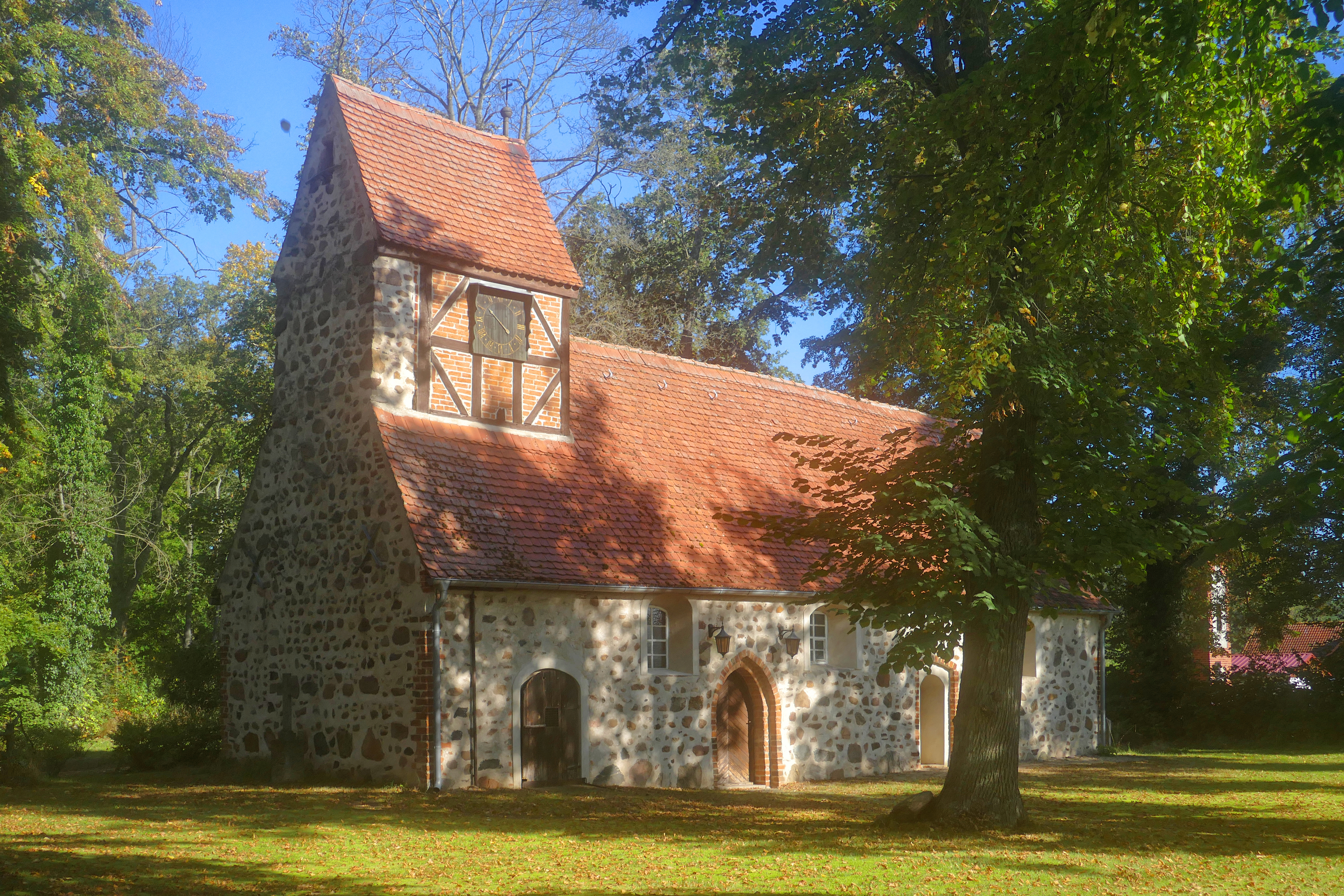
Dorfkirche

- Die evangelische Dorfkirche Schönfeld, auch alte Kirche genannt, ist eine in der Mitte des 13. Jahrhunderts erbaute Feldsteinkirche. Im Innern des gebäudes sind noch Reste von Rankenmalereien auf Deckenblättern aus der Zeit um 1725 vorhanden, ebenso ein Kanzelaltar.[33]
- Die Gutskirche Schönfeld, ein Backsteinbau, wurde 1885 errichtet. Nach 1945 kam die Kirche in den Besitz vom „Volksgut Schönfeld“, die es 1952 der Kirchengemeinde übergab.[9] Heute wird sie vom Verein „Freunde der Gutskirche Schönfeld“ erhalten und für Veranstaltungen genutzt.[14]
- Das Schloss Schönfeld wurde zwischen 1873 und 1875 errichtet. Der Park im englischen Stil ist 1885 angelegt worden.[34]
- Das alte Gutshaus von 1737 ist ein langgestreckter Fachwerkbau mit dem Wappen derer von Rundstedt über dem Eingang.[34]

## Verkehr
Das Dorf liegt an der Bahnstrecke Stendal–Uelzen. Die Station Schönfeld (b Stendal) wurde nach der Eingemeindung des Ortes zu Steinfeld in Steinfeld (b Stendal) umbenannt. Es verkehren Linienbusse und Rufbusse von stendalbus.